# Cueva de Tischofer
Cueva de Tischofer (en alemán: Tischofer Höhle) es una cueva en el valle Kaisertal, en las montañas de Kaisergebirge en Austria. Es importante a nivel local por haber sido lugar de reunión y escondite de armas para los rebeldes locales durante las guerras napoleónicas. La cueva de más o menos 40 m de largo, tiene de aproximadamente 8,5 m de altura en la entrada, y fue utilizada durante la Edad de Piedra por los osos y otros depredadores como refugio, como lo demuestra los restos excavados encontrados. Los huesos de osos de las cavernas y las herramientas de hueso descubiertas aquí, pueden puede verse hoy en el museo de historia local en la fortaleza de Kufstein, y han sido datados en unos 27 000 - 28 000 años atrás. Eso hace que la Cueva Tischofer sea el sitio más antiguo poblado por humanos en el Tirol.